# Thierry Fééries

Thierry Fééries est un spectacle joué par Thierry Le Luron au Palais des congrès de Paris de novembre 1980 à janvier 1981, mêlant imitations et revue, sur une mise en scène de André Levasseur.
Il a reversé l'intégralité de la recette du spectacle donné pendant les fêtes de fin d'année à la Fondation Claude-Pompidou 

## Les chansons originales
- Paroles : Roger Dumas
- Musique : Jean-Jacques Debout

1. Ouverture
2. En scène !
3. Quand on est petit
4. Si j'avais vécu en ce temps là...
5. Noël à Paris
6. Hello Broadway !
7. Deauville Monte-Carlo
8. Merci Maman, Papa
9. Demain
10. Thierry Fééries